# Misofobia
Misofobia (dal greco mysos, sporco e phobos, paura) è il termine utilizzato per descrivere una paura patologica del contatto con lo sporco per evitare qualsiasi tipo di contaminazione o di germe (è definita anche come la sindrome di Pilato). I soggetti che soffrono di questa fobia, detti, misofobi, aumentano le loro precauzioni igieniche all'inverosimile.
Questa fobia viene talvolta chiamata anche germofobia (o germafobia), una combinazione di germe e fobia che significa, letteralmente, fobia dei germi, così come bacillofobia e bacterofobia.
Il termine venne introdotto da William A. Hammond nel 1879 durante la descrizione di un caso di disturbo ossessivo-compulsivo mostrata da una persona nell'atto di lavarsi ossessivamente le mani.
La misofobia è stata a lungo correlata al disturbo ossessivo-compulsivo sebbene Harry Stack Sullivan, uno psichiatra americano, abbia fatto notare che, mentre la paura dello sporco sottolinea la compulsione di una persona con questo disturbo, il suo stato mentale non è causato dai germi, bensì da un semplice imperativo: "le mani vanno lavate".